# Eumicrotremus schmidti
Eumicrotremus schmidti is een straalvinnige vissensoort uit de familie van snotolven (Cyclopteridae). De wetenschappelijke naam van de soort is voor het eerst geldig gepubliceerd in 1955 door Lindberg & Legeza.